# Piano a quatre mans
Piano a quatre mans és una tècnica d'interpretació del piano en el qual els dos intèrprets toquen en un mateix piano. Si els intèrprets toquen instruments separats, es coneix com un duet de pianos.
La música composta per a piano a quatre mans està normalment impresa de manera que la part per a cada intèrpret ocupi la pàgina que estigui davant d'ell (la dreta o l'esquerre). La part superior, per al pianista assegut a la dreta i amb la música en el costat dret de la pàgina, es la primo, mentre que la part inferior, per al pianista en el costat esquerre, s'anomena secondo.

## Repertori
| "Fantasia en fa menor", 1r i 4t moviments |
| |
| Awadagin Pratt i una alumna, Lucy Hattemer, interpreten el 1r i 4t mov. de la Fantasia en fa menor per a piano a quatre mans de Franz Schubert, al White House Classical Music Student Workshop Concert. (04-11-2009) |
| |

### Arranjaments
Les composicions per a piano a quatre mans, en general, són arranjaments de composicions orquestrals i vocals i de quartets de corda i altres agrupacions per a instruments de corda. De fet, és molt habitual que qualsevol composició d'importància per a qualsevol combinació d'instruments s'arrangi i publiqui en aquesta forma, a causa de la seva relativa facilitat d'interpretació. En part, s'utilitza per reproduir els efectes característics d'aquest tipus d'obres amb major facilitat i fidelitat que els arranjaments per a piano sol. Aquests arranjaments van ser especialment populars abans del desenvolupament de la tecnologia d'enregistrament, quan no existia una altra manera de poder escoltar moltes de les obres més populars de la música.

### Obres originals
No obstant això, l'augment del poder i la varietat aconseguida per alguns intèrprets també oferia un al·licient perquè els compositors escriguessin música original en aquest format, encara que la producció no és tan fecunda.
La primera obra per a piano a quatre mans de la qual es té coneixement fou publicada a Dessau cap el 1782, amb el títol 'Drey Sonaten füre Clavier als Doppelstücke fur zwey Personen mit vier Handen von C. H. Müller. Així i tot, abans, Ernst Wilhelm Wolf, director musical a Weimar el 1761, havia escrit una o més sonates per a dos intèrprets, que van ser publicades després de la seva mort. Van ser les primeres composicions d'aquest tipus, per a clavicèmbal, de les quals es té constància, a pesar que la idea de l'ús de dos intèrprets (però no en un únic instrument) potser ja era utilitzada per Johann Sebastian Bach, qui va escriure tres concerts per a dos clavicèmbals, tres per a tres, i un per a quatre, tot amb acompanyament d'instruments de corda. El curt registre del teclat que en època de Bach i, de fet, fins a aproximadament el 1770, mai va superar cinc octaves. Per tant, estava mal adaptat a l'associació de dos intèrprets en un mateix instrument, i és indubtablement per aquest motiu pel qual els compositors més primerencs han deixat tan poca música d'aquesta classe.
Haydn, Mozart i Beethoven sembla que van tenir poca inclinació per aquest tipus de composició. Segons Fétis, Haydn va escriure una peça 'à quatre mains,' un divertimento, el qual mai va ser publicat (altres dues sonates que es van publicar amb el seu nom com a Op. 81 i Op. 86, són espúries). Dels nou duos per a piano de Mozart, l'Adagio i l'Allegro en fa menor i la Fantasia en fa menor, van ser originalment escrits per a un òrgan mecànic o un rellotge musical en una exposició de Viena i van ser després arranjats per a piano per un autor desconegut. Beethoven va deixar una sonata, l'Op. 6, tres marxes, Op. 45, i dos conjunts de variacions, cap dels quals són de gran importància.
Entre els compositors més coneguts, Schubert va fer l'ús més complet d'efectes originals possibles en la seva música "à quatre mains." Les seves composicions inclouen la Sonata en do major per a piano a quatre mans, D 812, el Divertissement à la hongroise, D 818, i la Fantasia en fa menor per a piano a quatre mans, D 940. A més d'aquestes, va escriure catorze marxes, sis poloneses, quatre conjunts de variacions, tres rondós, una sonata, un conjunt de danses i quatre peces soltes.
Entre els compositors romàntics alemanys, les obres a quatre mans de Schumann i Brahms són les més destacades. Mendelssohn va escriure només una obra original d'aquest tipus, tot i que ell va arranjar algunes de les seves obres orquestrals i també el seu Octet i les Variacions en si bemoll major per a piano, op. 83, en aquesta forma. A més d'escriure un nombre de peces petites per a dos intèrprets, Schumann va fer un experiment molt novell i reeixit en el seu Spanische Liebeslieder (op. 138), els quals consten de deu peces per a quatre veus, que són cançons, duos i un quartet, amb acompanyament amb piano a quatre mans. Una idea anàloga la va dur a terme Brahms, que va escriure dos conjunts de valsos per a quatre mans i a quatre veus (Liebeslieder Walzer, Op. 52, i Neue Liebeslieder, Op 65). Entre les seves peces instrumentals a quatre mans, la més coneguda son els Setze valses per a piano a quatre mans, Op 39. Una peça molt coneguda d'un compositor impressionista francès és la suite Dolly de Fauré.

## Orgue a quatre mans
La música per a orgue a quatre mans és molt rara, malgrat l'experiment realitzat per Adolf Friedrich Hesse, Christian Gottlob Höppner, i especialment Julius André, que va escriure vint-i-quatre peces per a dos intèrprets a l'orgue.